# Russell Simpson (tennis)
Pour les articles homonymes, voir Russell Simpson et Simpson.
Russell Simpson, né le 22 février 1954 à Auckland, est un joueur de tennis néo-zélandais professionnel.

## Palmarès

### Finales en simple (2)
| No | Date       | Nom et lieu du tournoi           | Catégorie | Dotation | Surface    | Vainqueur      | Score         |  |
| -- | ---------- | -------------------------------- | --------- | -------- | ---------- | -------------- | ------------- |  |
| 1  | 11-01-1982 | Benson and Hedges Open, Auckland |           | 75 000 $ | Dur (ext.) | Tim Wilkison   | 6-4, 6-4, 6-4 |  |
| 2  | 10-01-1983 | Benson and Hedges Open, Auckland |           | 75 000 $ | Dur (ext.) | John Alexander | 6-4, 6-3, 6-3 |  |

### Titres en double (5)
| No | Date       | Nom et lieu du tournoi                 | Catégorie | Dotation | Surface      | Partenaire   | Finalistes                     | Score         |  |
| -- | ---------- | -------------------------------------- | --------- | -------- | ------------ | ------------ | ------------------------------ | ------------- |  |
| 1  | 10-01-1977 | New Zealand Open Auckland              |           | 25 000 $ | Gazon (ext.) | Chris Lewis  | Peter Langsford Jonathan Smith | 7-6, 6-4      |  |
| 2  | 18-04-1977 | Tournoi de tennis de Florence Florence |           | 30 000 $ | Terre (ext.) | Chris Lewis  | Iván Molina Jairo Velasco      | 2-6, 7-6, 6-2 |  |
| 3  | 01-05-1978 | Tournoi de tennis de Tulsa Tulsa       |           | NC $     | NC           | Van Winitsky | Carlos Kirmayr Ricardo Ycaza   | 4-6, 7-6, 6-2 |  |
| 4  | 15-06-1981 | Tournoi de tennis de Bristol Bristol   |           | 75 000 $ | Gazon (ext.) | Billy Martin | John Austin Johan Kriek        | 6-3, 4-6, 6-4 |  |
| 5  | 10-01-1983 | Benson and Hedges Open Auckland        |           | 75 000 $ | Dur (ext.)   | Chris Lewis  | David Graham Laurie Warder     | 7-6, 6-3      |  |

### Finales en double (4)
| No | Date       | Nom et lieu du tournoi                          | Catégorie | Dotation  | Surface         | Vainqueurs                 | Partenaire     | Score                     |          |
| -- | ---------- | ----------------------------------------------- | --------- | --------- | --------------- | -------------------------- | -------------- | ------------------------- | -------- |
| 1  | 21-04-1975 | Tournoi de tennis de River Oaks Houston         |           | NC $      | NC              | Robert Lutz Stan Smith     | Mike Estep     | 7-5, 7-65                 |          |
| 2  | 19-01-1981 | Copa Serfin Monterrey                           |           | 175 000 $ | Moquette (int.) | Kevin Curren Steve Denton  | Johan Kriek    | 7-6, 6-3                  | Parcours |
| 3  | 23-11-1981 | Tournoi de tennis d'Afrique du Sud Johannesburg |           | 300 000 $ | Dur (ext.)      | Terry Moor John Yuill      | Fritz Buehning | 6-3, 5-7, 6-4, 6-7, 12-10 |          |
| 4  | 17-06-1985 | Tournoi de tennis de Bristol Bristol            |           | 100 000 $ | Gazon (ext.)    | Eddie Edwards Danie Visser | John Alexander | 6-4, 7-6                  |          |